# Iambe
Iambe was in de Griekse mythologie de godin van poëzie en humor. De jambe is naar haar vernoemd. Volgens een versie van het verhaal van Echo was zij een Thracische vrouw en de dochter van Echo en Pan. Hermes was haar grootvader.
Iambe vrolijkte, samen met Baubo, de godin Demeter met haar grappen op toen Demeter rondzwierf en rouwde over het verlies van haar dochter Persephone. Demeter vergat haar verdriet, waardoor de Aarde weer vruchtbaar werd. Iambe werd de eerste priesteres van Demeter. 